# Żygańsk
Żygańsk (ros. Жиганск, jakuc. Эдьигээн) – wieś (ros. село, trb. sieło) w autonomicznej rosyjskiej republice Jakucji, ośrodek administracyjny ułusu (rejonu) żygańskiego.
Miejscowość leży w środkowej części Jakucji i liczy ok. 4 700 mieszkańców (2002). 
Żygańsk został założony w 1632.